# Calospilota lolodorfana
Calospilota lolodorfana es una especie de mantis de la familia Mantidae.

## Distribución geográfica
Se encuentra en Camerún, Congo y Nigeria.